# Карно
Карно је у грчкој митологији био пророк из Акарнаније.

## Митологија
Док је Темен, потомак Херакла, сакупљао армију и градио бродове у Наупакту и тако се припремао за напад на Пелопонез, његовог брата Аристодема је убила муња и његови синови, Еуристен и Прокло су остали сирочићи. Такође су се још неке недаће десиле армији у Наупакту и тада се појавио Карно, рецитујући речи пророчишта. Јунаци су га схватили као човека са Пелопонеза, чији је циљ био да дестабилизује њихову војску и Хипот је бацио копље на њега и убио га. Међутим, Карно је био Аполонов пророк који је успоставио његово светилиште међу Дорцима и његова смрт је изазвала гнев тог бога. Зато је он послао помор међу Хераклиде. Да би то спречили, а по савету пророчишта, протерали су Хипота и успоставили култ Аполона Карнеја и празник Карнеје.